# Laura Ainsworth
Laura Ainsworth (Suffolk, 1885-Yorkshire, 1958) fue una maestra y sufragista británica. Fue empleada por la Unión Social y Política de las Mujeres (WSPU por sus siglas en inglés) y fue una de las primeras sufragistas en ser alimentada a la fuerza. Dejó el WSPU en 1912 como protesta por la expulsión de Emmeline Pethick-Lawrence, pero continuó trabajando por el sufragio femenino.

## Trayectoria
Ainsworth nació en Blything en Suffolk y se crio en Salisbury. Se convirtió en maestra, pero en 1909 decidió trabajar a tiempo completo para la Unión Social y Política de las Mujeres. Fue reclutada para coordinar las actividades de la WSPU en las Tierras Medias con la, también sufragista, Gladice Keevil. Participó en la protesta del 17 de septiembre de 1909 cuando Charlotte Marsh y Mary Leigh subieron al techo del centro internacional de convenciones Bingley Hall en Birmingham. Protestaban contra la exclusión de las mujeres de una reunión política en la que el Primer Ministro británico, Herbert Henry Asquith, pronunciaba un discurso. Marsh y Leigh arrojaron tejas que apilaban con un hacha al coche del Asquith y a la policía. Fueron a juicio y enviadas a la Prisión Winson Green.
Ainsworth estaba con Hugh Franklin en el tren en el que viajaba Winston Churchill cuando le increpó sobre su actitud hacia las sufragistas y provocó una escena en la que Franklin fue arrestado y se puso en huelga de hambre en la cárcel. Trabajó en la tienda de Prensa Femenina en 1910 y fue organizadora en Kent, más tarde dejó el WSPU de Newcastle debido a su división en el movimiento y trabajó para conseguir el voto para las mujeres con la Liga Política Nacional.

### Alimentación forzada
En protesta por no haber sido tratada como prisionera política, ella, Marsh y Leigh se declararon en huelga de hambre. Se convirtieron en algunas de las primeras personas en huelga de hambre que fueron alimentadas a la fuerza. Ainsworth obviamente se opuso a ser alimentada a la fuerza, aunque estaba de acuerdo con la forma en que se logró. Después de ser puesta en libertad, escribió una carta abierta a la primera en mujer en huelga de hambre, Marion Wallace Dunlop, describiendo su experiencia. La WSPU aprovechó la oportunidad de publicidad y preparó un caso de agresión contra las autoridades penitenciarias en su nombre.

### Si las mujeres no contaban, no serían contadas

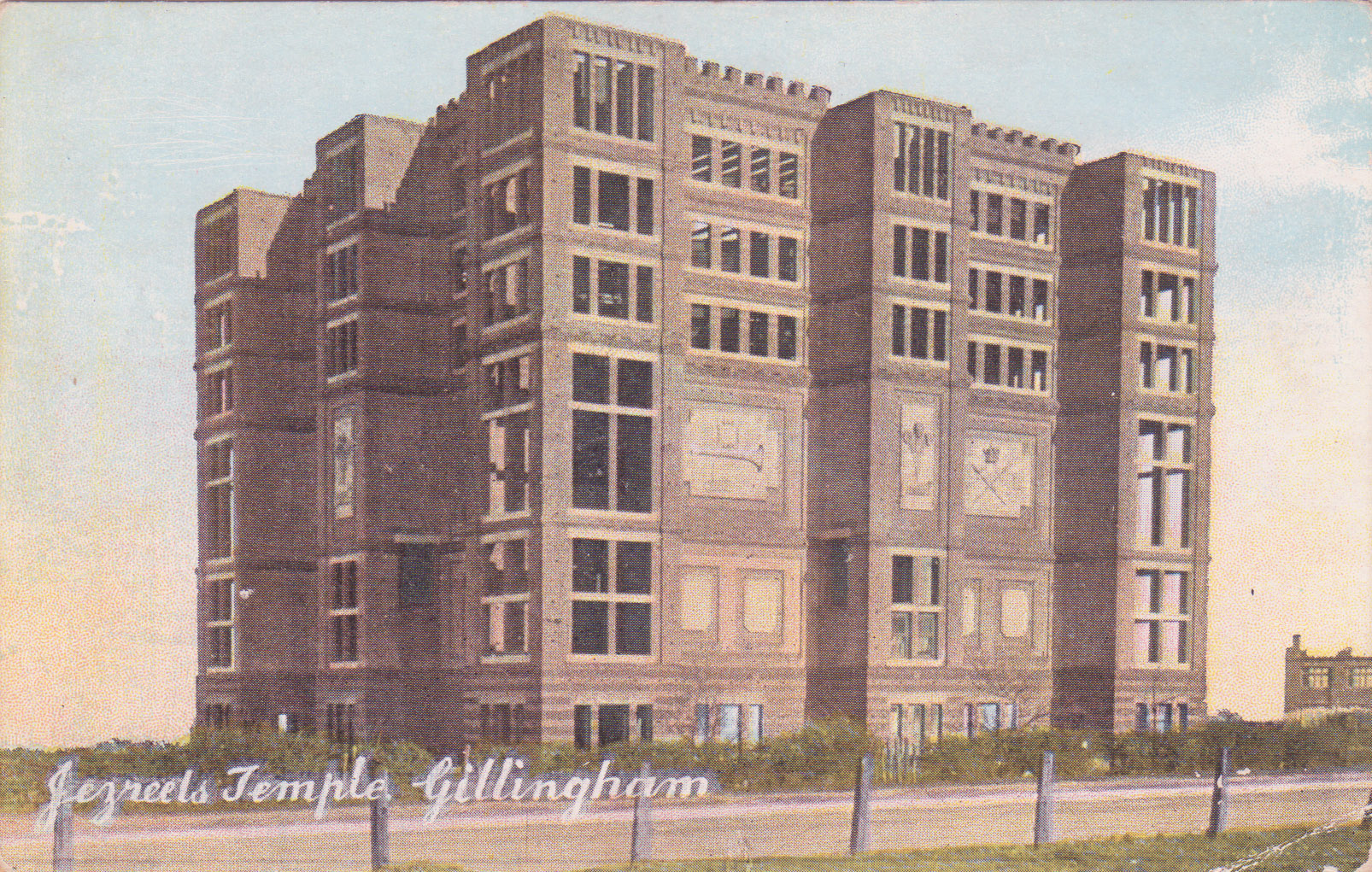
Jezreel's Tower

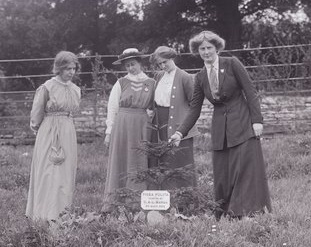
Charlotte Marsh plantando un árbol en Eagle House con la presencia de Annie Kenney, Mary Blathwayt y Ainsworth.

El 2 de abril de 1911 fue la noche del censo británico, cuando el gobierno registró los detalles de todas las personas que vivían en el Reino Unido. La WSPU como parte de su campaña de desobediencia civil había decidido que si las mujeres "no contaban, entonces no iban a ser contadas". Ainsworth alquiló con el apoyo de la WSPU una sala utilizada por una academia de baile en el Jazreel's Hall (conocida como la Torre de Jezreel en Gillingham). Más de 40 mujeres se reunieron allí para evitar estar en casa durante el censo. Sin embargo, se estaban divirtiendo tanto que alguien avisó a la policía y los encuestadores del censo fueron a contarlas. El informe del censo dice "Partido de las Sufragistas reunidas en la Academia de Danza - 40 en total, 1 hombre y 39 mujeres", aunque no aportaba ningún detalle más sobre quién estaba allí.

### Homenaje
Ainsworth y Marsh fueron invitadas como sufragistas principales a Eagle House en Batheaston en abril. Esta era la casa de Mary Blathwayt y sus padres. Invitaron a las principales sufragistas a plantar árboles para conmemorar sus logros. Se hizo una placa para registrar cada evento y el Coronel Linley Blathwayt les hizo fotografías. Un cupressus lawsoniana wisselii fue plantado para registrar el logro de Ainsworth y el Coronel Blathwayt también le tomó un retrato.
Ainsworth dejó el WSPU en protesta en 1912 por la expulsión de Pethick-Lawrence del WSPU. Después de abandonar su vinculación con las sufragistas, participó activamente en la Sección de Mujeres de la Legión Británica en la década de 1930. Murió en Yorkshire en 1958.